# ハンス・ブルーメンベルク
ハンス・ブルーメンベルク（Hans Blumenberg, 1920年7月13日 - 1996年3月28日）は、ドイツの哲学者・思想史家。
「メタフォロロギー（隠喩学）」の構想のもと、諸概念の自立的展開を自明史する「概念史」の手法を批判しつつ、明晰判明な概念へと還元されないにもかかわらず、決定的な場面で哲学者が導入する「隠喩」（「絶対的メタファー」）の働きに着目し、哲学史の新たなる記述を試みた。後年には「メタフォロロギー」を包括するかたちで「非概念性の理論」と題される独自の哲学的人間学を構想した。その恐るべき博覧によって縦横無尽に西洋の知の歴史の改編を試みた「ドイツの知の巨人」。

## 略歴
1920年北ドイツのリューベックに生まれる。パーダーボルン、フランクフルト、ハンブルク、キールにて学業を積む。当初カトリック神学を志すが母方がユダヤ系であったために断念せざるをえなくなる。リューベックにて会社勤めをするが、1945年ツェアプスト（Zerbst）強制収容所に収容される。戦後、ハンブルクにて哲学、ドイツ文学、古典文献学を学び、キールの現象学者ルートヴィヒ・ラントグレーベのもとで博士号（1947年）、教授資格（1950年）を取得。1958年ハンブルクで哲学の客員教授、1960年にギーセンで哲学の正教授となる。60年代はヤウスやイーザーとともに研究グループ「詩学と解釈学」を中心的に組織。1965年にはボッフム、1970年にミュンスターに移り、そこで1985年定年を迎える。晩年はほとんどの交流を断ち、研究に没頭。1980年ジークムント・フロイト賞受賞。1996年、心臓発作にて死去。三人の子供と一人の娘（Bettina Blumenberg）がいた。

## メタフォロロギー（隠喩学）
1957年「真理のメタファーとしての光。哲学的概念形成の前領域」（邦訳：光の形而上学）においてはじめて実例が示され、1960年『メタフォロロギーのパラダイム』において綱領的に提示されたブルーメンベルク的哲学史記述のプロジェクトの総称。

## 近代の正統性
1966年に出版されたブルーメンベルクの主著。レーヴィットやカール・シュミットらによる「世俗化」論への批判から、「近代」という時代の独自性を、中世からの延長として解消することなく、「自己主張」と「理論的好奇心」という枠組みにおいて把握した。中世から近代への時代転換の局面においてブルーメンベルクがとりわけ注目するのは、ジョルダーノ・ブルーノとニコラウス・クザーヌスの業績であり、彼らの間に横たわる微妙な離隔である。

## 非概念性の理論
70年代に提示された、ブルーメンベルク哲学の射程を示す枠組み。「現実の絶対主義」（Absolutismus der Wirklichkeit）からの「距離化」（Distanzierung）という観点を中心とし、より広範な人間的事実を対象とする。遺稿である1975年夏学期講義（Vorlesung von Theorie der Unbegrifflichkeit）が現在利用可能であるが、1979年の著作『難破船。現存在メタファーのパラダイム』の補遺「非概念性の理論への展望」にて公式に語られている。

## 著作
- Beiträge zum Problem der Ursprünglichkeit der mittelalterlichscholastischen Ontologie  (1947)
  - 『中世スコラ哲学的存在論の根源性の問題についての論考』（キール大学提出博士論文）
- Die ontologische Distanz. Eine Untersuchung über die Krisis der Phänomenologie Husserls  (1950)
  - 『存在論的距離──フッサール現象学の危機についての研究』（キール大学提出教授資格申請論文）
- Licht als Metapher der Wahrheit. Im Vorfeld der philosophischen Begriffsbildung. Studium Generale 10, 432-447 (1957)
  - 『光の形而上学』、生松敬三、熊田陽一郎訳、朝日出版社、1979年
  - 『真理のメタファーとしての光／コペルニクス的転回と宇宙における人間の位置づけ』、村井則夫編訳、平凡社ライブラリー、2023年
- Paradigmen zu einer Metaphorologie (1960)
  - 『メタファー学(メタフォロロギー)のパラダイム』、村井則夫訳、法政大学出版局、2022年
- Die Legitimität der Neuzeit (1966)
  - 『近代の正統性』
    - 第一部と第二部「世俗化と自己主張」、斉藤義彦訳、法政大学出版局、1998年
    - 第三部「理論的好奇心に対する審判のプロセス」、忽那敬三訳、法政大学出版局、2001年
    - 第四部「時代転換の局面」、村井則夫訳、法政大学出版局、2002年
- Die Genesis der kopernikanischen Welt (1975)
  - 『コペルニクス的宇宙の生成』（全3巻）、後藤嘉也、座小田豊、小熊正久訳、法政大学出版局、2002-2008年
- Schiffbruch mit Zuschauer (1979)
  - 『難破船』、池田信雄、岡部仁、土合文夫訳、哲学書房、1989年
- Arbeit am Mythos (1979)
  - 『神話の変奏』、青木隆嘉訳、法政大学出版局、2011年
- Die Lesbarkeit der Welt  (1981）
  - 『世界の読解可能性』、山本尤、伊藤秀一訳、法政大学出版局、2005年
- Wirklichkeiten, in denen wir leben (1981)
  - 『われわれが生きている現実　技術・芸術・修辞学』、村井則夫訳、法政大学出版局、2014年
- Lebenszeit und Weltzeit (1986)
  - 『生活時間と世界時間』
- Die Sorge geht über den Fluß (1987)
  - 『心配は川を越えて行く』
- Das Lachen der Thrakerin (1987)
  - 『トラキア女の笑い』
- Matthäuspassion (1988)
  - 『マタイ受難曲』
- Hohlenausgänge (1989)
  - 『洞窟の出口』

## 遺稿と選集
- Ein mogliches Selbstverständnis (1997)
- Die Vollzähligkeit der Sterne (1997)
- Begriffe in Geschichten (1998)
- Gerade noch Klassiker. Glossen zu Fontane (1998)
- Ästhetische und metaphorologische Schriften. Auswahl und Nachwort von Anselm Haverkamp (2001)
- Zu den Sachen und zurück (2002)
- Vor allem Fontane (2003)
- Die Verfügbarkeit des Philosophen (2005)
- Beschreibung des Menschen (2006)
- Der Mann vom Mond (2007)
- Vorlesung von Theorie der Unbegrifflichkeit (1975/2007)
- Beschreibung des Menschen (2008)
- Geistesgeschichte der Technik (2009)
- Löwen (2010)
- Theorie der Lebenswelt (2010)
- Präfiguration: Arbeit am politischen Mythos (2014)
- Pädagogische Lektüren (2014)
- Rigorismus der Wahrheit: Moses der Ägypter und weitere Texte (2015)
- Schriften zur Technik (2015)
- Schriften zur Literatur 1945-1958 (2017)